# Törökország a 2016. évi nyári olimpiai játékokon
Törökország a brazíliai Rio de Janeiróban megrendezett 2016. évi nyári olimpiai játékok egyik részt vevő nemzete volt. Az országot az olimpián 21 sportágban 100 sportoló képviselte, akik összesen 8 érmet szereztek.

## Érmesek
| Érem  | Versenyző         | Sportág    | Versenyszám               |
| ----- | ----------------- | ---------- | ------------------------- |
| Arany | Taha Akgül        | Birkózás   | Férfi szabadfogás, 125 kg |
| Ezüst | Rıza Kayaalp      | Birkózás   | Férfi kötöttfogás, 130 kg |
| Ezüst | Selim Yaşar       | Birkózás   | Férfi szabadfogás, 86 kg  |
| Ezüst | Daniyar İsmayilov | Súlyemelés | Férfi 69 kg               |
| Bronz | Yasmani Copello   | Atlétika   | Férfi 400 m gát           |
| Bronz | Cenk İldem        | Birkózás   | Férfi kötöttfogás, 98 kg  |
| Bronz | Soner Demirtaş    | Birkózás   | Férfi szabadfogás, 74 kg  |
| Bronz | Nur Tatar         | Taekwondo  | Női váltósúly             |

## Asztalitenisz
Férfi
| Versenyző | Versenyszám | Selejtező         | 64-es főtábla     | 48-as főtábla                              | 32-es főtábla     | Nyolcaddöntő      | Negyeddöntő       | Elődöntő          | Döntő             | Helyezés |
| Versenyző | Versenyszám | Ellenfél Eredmény | Ellenfél Eredmény | Ellenfél Eredmény                          | Ellenfél Eredmény | Ellenfél Eredmény | Ellenfél Eredmény | Ellenfél Eredmény | Ellenfél Eredmény | Helyezés |
| --------- | ----------- | ----------------- | ----------------- | ------------------------------------------ | ----------------- | ----------------- | ----------------- | ----------------- | ----------------- | -------- |
| Ahmet Li  | Egyes       | erőnyerő          | erőnyerő          | Eugene Wang (CAN) · 7–11, 9–11, 7–11, 4–11 | kiesett           | kiesett           | kiesett           | kiesett           | kiesett           | 33.      |

Női
| Versenyző | Versenyszám | Selejtező         | 64-es főtábla     | 48-as főtábla     | 32-es főtábla                               | Nyolcaddöntő      | Negyeddöntő       | Elődöntő          | Döntő             | Helyezés |
| Versenyző | Versenyszám | Ellenfél Eredmény | Ellenfél Eredmény | Ellenfél Eredmény | Ellenfél Eredmény                           | Ellenfél Eredmény | Ellenfél Eredmény | Ellenfél Eredmény | Ellenfél Eredmény | Helyezés |
| --------- | ----------- | ----------------- | ----------------- | ----------------- | ------------------------------------------- | ----------------- | ----------------- | ----------------- | ----------------- | -------- |
| Melek Hu  | Egyes       | erőnyerő          | erőnyerő          | erőnyerő          | Chen Szu-Yu (TPE) · 10–12, 6–11, 7–11, 8–11 | kiesett           | kiesett           | kiesett           | kiesett           | 17.      |

## Atlétika
Férfi
| Versenyző                                                  | Versenyszám     | Selejtező | Selejtező | Selejtező | Előfutam      | Előfutam      | Előfutam      | Elődöntő | Elődöntő | Elődöntő | Döntő         | Döntő         |
| Versenyző                                                  | Versenyszám     | Idő       | Hely.     | Össz.     | Idő           | Hely.         | Össz.         | Idő      | Hely.    | Össz.    | Idő           | Helyezés      |
| ---------------------------------------------------------- | --------------- | --------- | --------- | --------- | ------------- | ------------- | ------------- | -------- | -------- | -------- | ------------- | ------------- |
| Jak Ali Harvey                                             | 100 m           | kiemelt   | kiemelt   | kiemelt   | 10,14         | 2.            | 13.*          | 10,03    | 4.       | 10.      | kiesett       | kiesett       |
| Jak Ali Harvey                                             | 200 m           |           |           |           | 20,58         | 6.            | 40.**         | kiesett  | kiesett  | kiesett  | kiesett       | kiesett       |
| Ramil Guliyev                                              | 200 m           |           |           |           | 20,23         | 2.            | 10.           | 20,09    | 4.       | 7.       | 20,43         | 8.            |
| İlham Tanui Özbilen                                        | 1500 m          |           |           |           | 3:49,02       | 13.           | 35.           | kiesett  | kiesett  | kiesett  | kiesett       | kiesett       |
| Ali Kaya                                                   | 5000 m          |           |           |           | 14:05,34      | 19.           | 39.           |          |          |          | kiesett       | kiesett       |
| Ali Kaya                                                   | 10 000 m        |           |           |           |               |               |               |          |          |          | nem ért célba | nem ért célba |
| Polat Kemboi Arıkan                                        | 10 000 m        |           |           |           |               |               |               |          |          |          | 27:35,50      | 13.           |
| Yasmani Copello                                            | 400 m gát       |           |           |           | 49,52         | 1.            | 22.           | 48,61    | 3.       | 6.       | 47,92         |               |
| Tarık Langat Akdağ                                         | 3000 m akadály  |           |           |           | nem ért célba | nem ért célba | nem ért célba |          |          |          | kiesett       | kiesett       |
| Halil Akkaş                                                | 3000 m akadály  |           |           |           | 8:33,12       | 7.            | 23.           |          |          |          | kiesett       | kiesett       |
| Aras Kaya                                                  | 3000 m akadály  |           |           |           | 8:32,35       | 8.            | 21.           |          |          |          | kiesett       | kiesett       |
| Bekir Karayel                                              | Maraton         |           |           |           |               |               |               |          |          |          | 2:31:27       | 125.          |
| Ercan Muslu                                                | Maraton         |           |           |           |               |               |               |          |          |          | 2:18:40       | 51.           |
| Kaan Kigen Özbilen                                         | Maraton         |           |           |           |               |               |               |          |          |          | 2:14:11       | 17.           |
| Mert Atlı                                                  | 20 km gyaloglás |           |           |           |               |               |               |          |          |          | 1:31:36       | 62.           |
| Ersin Tacir                                                | 20 km gyaloglás |           |           |           |               |               |               |          |          |          | 1:22:53       | 30.           |
| İzzet Safer Jak Ali Harvey Emre Zafer Barnes Ramil Guliyev | 4 × 100 m váltó |           |           |           | 38,30         | 4.            | 10.           |          |          |          | kiesett       | kiesett       |

| Versenyző       | Versenyszám   | Selejtező                | Selejtező                | Döntő    | Döntő    |
| Versenyző       | Versenyszám   | Eredmény                 | Helyezés                 | Eredmény | Helyezés |
| --------------- | ------------- | ------------------------ | ------------------------ | -------- | -------- |
| Şeref Osmanoğlu | Hármasugrás   | érvényes kísérlet nélkül | érvényes kísérlet nélkül | kiesett  | kiesett  |
| Eşref Apak      | Kalapácsvetés | 70,08 m                  | 24.*                     | kiesett  | kiesett  |

Női
| Versenyző      | Versenyszám    | Előfutam | Előfutam | Előfutam | Döntő    | Döntő    |
| Versenyző      | Versenyszám    | Idő      | Hely.    | Össz.    | Idő      | Helyezés |
| -------------- | -------------- | -------- | -------- | -------- | -------- | -------- |
| Yasemin Can    | 5000 m         | 15:19,50 | 2.       | 8.       | 14:56,96 | 6.       |
| Yasemin Can    | 10 000 m       |          |          |          | 30:26,41 | 7.       |
| Meryem Akdağ   | 3000 m akadály | 9:50,28  | 14.      | 43.      | kiesett  | kiesett  |
| Tuğba Güvenç   | 3000 m akadály | 9:49,93  | 14.      | 41.      | kiesett  | kiesett  |
| Özlem Kaya     | 3000 m akadály | 9:32,03  | 9.       | 20.      | kiesett  | kiesett  |
| Esma Aydemir   | Maraton        |          |          |          | 2:39:59  | 58.      |
| Meryem Erdoğan | Maraton        |          |          |          | 2:54:04  | 112.     |
| Sultan Haydar  | Maraton        |          |          |          | 2:53:57  | 111.     |

| Versenyző       | Versenyszám   | Selejtező | Selejtező | Döntő    | Döntő    |
| Versenyző       | Versenyszám   | Eredmény  | Helyezés  | Eredmény | Helyezés |
| --------------- | ------------- | --------- | --------- | -------- | -------- |
| Karin Melis Mey | Távolugrás    | 649 cm    | 14.       | kiesett  | kiesett  |
| Emel Dereli     | Súlylökés     | 17,01 m   | 24.       | kiesett  | kiesett  |
| Kıvılcım Kaya   | Kalapácsvetés | 64,79 m   | 26.       | kiesett  | kiesett  |
| Tuğçe Şahutoğlu | Kalapácsvetés | 67,05 m   | 21.       | kiesett  | kiesett  |

* - egy másik versenyzővel azonos eredményt ért el

** - két másik versenyzővel azonos eredményt ért el

## Birkózás

### Férfi
Kötöttfogású
| Versenyző    | Versenyszám | Selejtező         | Nyolcaddöntő                | Negyeddöntő                          | Elődöntő                      | Vigaszág első kör | Vigaszág elődöntő | Bronz- mérkőzés                  | Döntő                    | Helyezés |
| Versenyző    | Versenyszám | Ellenfél Eredmény | Ellenfél Eredmény           | Ellenfél Eredmény                    | Ellenfél Eredmény             | Ellenfél Eredmény | Ellenfél Eredmény | Ellenfél Eredmény                | Ellenfél Eredmény        | Helyezés |
| ------------ | ----------- | ----------------- | --------------------------- | ------------------------------------ | ----------------------------- | ----------------- | ----------------- | -------------------------------- | ------------------------ | -------- |
| Selçuk Çebi  | 75 kg       | erőnyerő          | Božo Starčević (CRO) · 1–2  | kiesett                              | kiesett                       | kiesett           | kiesett           | kiesett                          | kiesett                  | 15.      |
| Cenk İldem   | 98 kg       | erőnyerő          | Hardeep Singh (IND) · 2–1   | Iszlam Magomedov (RUS) · 1–1         | Artur Alekszanján (ARM) · 0–9 |                   |                   | Alin Alexuc-Ciurariu (ROU) · 4–0 |                          |          |
| Rıza Kayaalp | 130 kg      | erőnyerő          | Erwin Caraballo (VEN) · 8–0 | Sabah Shariati (AZE) · kétvállas 5–0 | Eduard Popp (GER) · 8–0       |                   |                   |                                  | Mijaín López (CUB) · 0–6 |          |

Szabadfogású
| Versenyző         | Versenyszám | Selejtező                              | Nyolcaddöntő                            | Negyeddöntő                  | Elődöntő                     | Vigaszág első kör | Vigaszág elődöntő            | Bronz- mérkőzés                 | Döntő                             | Helyezés |
| Versenyző         | Versenyszám | Ellenfél Eredmény                      | Ellenfél Eredmény                       | Ellenfél Eredmény            | Ellenfél Eredmény            | Ellenfél Eredmény | Ellenfél Eredmény            | Ellenfél Eredmény               | Ellenfél Eredmény                 | Helyezés |
| ----------------- | ----------- | -------------------------------------- | --------------------------------------- | ---------------------------- | ---------------------------- | ----------------- | ---------------------------- | ------------------------------- | --------------------------------- | -------- |
| Szulejman Atli    | 57 kg       | erőnyerő                               | Ivan Guidea (ROU) · 3–8                 | kiesett                      | kiesett                      | kiesett           | kiesett                      | kiesett                         | kiesett                           | 16.      |
| Mustafa Kaya      | 65 kg       | Alejandro Valdés (CUB) · 4–4 kétvállas | kiesett                                 | kiesett                      | kiesett                      | kiesett           | kiesett                      | kiesett                         | kiesett                           | 20.      |
| Soner Demirtaş    | 74 kg       | erőnyerő                               | Pürevdzsavin Önörbat (MGL) · 4–2        | Hasszán Jazdani (IRI) · 0–7  |                              |                   | Asnage Castelly (HAI) · 12–0 | Galymzhan Userbayev (KAZ) · 6–0 |                                   |          |
| Selim Yaşar       | 86 kg       | erőnyerő                               | Jaime Espinal (PUR) · 5–2               | Reineris Salas (CUB) · 5–2   | J’Den Cox (USA) · 2–1        |                   |                              |                                 | Abdulrasid Szadulajev (RUS) · 0–5 |          |
| İbrahim Bölükbaşı | 97 kg       | Reza Jazdáni (IRI) · 0–10              | kiesett                                 | kiesett                      | kiesett                      | kiesett           | kiesett                      | kiesett                         | kiesett                           | 17.      |
| Taha Akgül        | 125 kg      | erőnyerő                               | Dzsargalszajhani Csulúnbat (MGL) · 10–0 | Ibrahim Szaidav (BLR) · 11–0 | Levan Berianidze (ARM) · 8–1 |                   |                              |                                 | Komeil Gászemi (IRI) · 3–1        |          |

### Női
Szabadfogású
| Versenyző            | Versenyszám | Selejtező                                 | Nyolcaddöntő                   | Negyeddöntő            | Elődöntő          | Vigaszág első kör         | Vigaszág elődöntő         | Bronz- mérkőzés   | Döntő             | Helyezés |
| Versenyző            | Versenyszám | Ellenfél Eredmény                         | Ellenfél Eredmény              | Ellenfél Eredmény      | Ellenfél Eredmény | Ellenfél Eredmény         | Ellenfél Eredmény         | Ellenfél Eredmény | Ellenfél Eredmény | Helyezés |
| -------------------- | ----------- | ----------------------------------------- | ------------------------------ | ---------------------- | ----------------- | ------------------------- | ------------------------- | ----------------- | ----------------- | -------- |
| Bediha Gün           | 53 kg       | erőnyerő                                  | Csong Mjongszuk (PRK) · 0–10   | kiesett                | kiesett           | kiesett                   | kiesett                   | kiesett           | kiesett           | 18.      |
| Elif Jale Yeşilırmak | 58 kg       | erőnyerő                                  | Michelle Fazzari (CAN) · 3–1   | Icsó Kaori (JPN) · 1–3 |                   |                           | Marwa Amri (TUN) · 2–3    | kiesett           |                   | 9.       |
| Hafize Şahin         | 63 kg       | Laís Nunes (BRA) · kétvállas 5–2          | Inna Trazsukova (RUS) · 5–9    | kiesett                | kiesett           | kiesett                   | kiesett                   | kiesett           | kiesett           | 7.       |
| Buse Tosun           | 69 kg       | Agnieszka Wieszczek (POL) · kétvállas 6–0 | Dosó Szara (JPN) · 0–12        |                        |                   | Alina Stadnik (UKR) · 7–4 | Dorothy Yeats (CAN) · 2–3 | kiesett           |                   | 7.       |
| Yasemin Adar         | 75 kg       | Alla Cserkaszova (UKR) · 12–10            | Jekatyerina Bukina (RUS) · 3–5 | kiesett                | kiesett           | kiesett                   | kiesett                   | kiesett           | kiesett           | 8.       |

## Cselgáncs
Férfi
| Versenyző  | Versenyszám | Selejtező         | 32-es főtábla                         | Nyolcaddöntő      | Negyeddöntő       | Elődöntő          | Vigaszág elődöntő | Bronz- mérkőzés   | Döntő             | Helyezés |
| Versenyző  | Versenyszám | Ellenfél Eredmény | Ellenfél Eredmény                     | Ellenfél Eredmény | Ellenfél Eredmény | Ellenfél Eredmény | Ellenfél Eredmény | Ellenfél Eredmény | Ellenfél Eredmény | Helyezés |
| ---------- | ----------- | ----------------- | ------------------------------------- | ----------------- | ----------------- | ----------------- | ----------------- | ----------------- | ----------------- | -------- |
| Bekir Özlü | Légsúly     | erőnyerő          | Ashley McKenzie (GBR) · 000(1)–003(2) | kiesett           | kiesett           | kiesett           |                   |                   |                   | 17.      |

Női
| Versenyző          | Versenyszám | Selejtező                                | Nyolcaddöntő                              | Negyeddöntő                              | Elődöntő          | Vigaszág elődöntő                         | Bronz- mérkőzés                    | Döntő             | Helyezés |
| Versenyző          | Versenyszám | Ellenfél Eredmény                        | Ellenfél Eredmény                         | Ellenfél Eredmény                        | Ellenfél Eredmény | Ellenfél Eredmény                         | Ellenfél Eredmény                  | Ellenfél Eredmény | Helyezés |
| ------------------ | ----------- | ---------------------------------------- | ----------------------------------------- | ---------------------------------------- | ----------------- | ----------------------------------------- | ---------------------------------- | ----------------- | -------- |
| Dilara Lokmanhekim | Légsúly     | Edna Carrillo (MEX) · 000(0)–100(0)      | kiesett                                   | kiesett                                  | kiesett           |                                           |                                    |                   | 17.      |
| Büşra Katipoğlu    | Váltósúly   | Katerina Nikoloska (MKD) · 000(1)-000(2) | Clarisse Agbegnenou (FRA) · 000(1)–102(0) | kiesett                                  | kiesett           |                                           |                                    |                   | 9.       |
| Kayra Sayıt        | Nehézsúly   | erőnyerő                                 | Melissa Mojica (PUR) · 102(1)-000(1)      | Jü Szung (Yu Song) (CHN) · 000(2)–102(2) |                   | Nihel Cheikh Rouhou (TUN) · 100(0)-000(0) | Jamabe Kanae (JPN) · 000(0)–010(3) |                   | 5.       |

## Evezés
Férfi
| Versenyző                   | Versenyszám              | Előfutam | Előfutam | Vigaszág | Vigaszág | Elődöntő | Elődöntő | Elődöntő | Döntő | Döntő   | Döntő | Helyezés |
| Versenyző                   | Versenyszám              | Idő      | Hely.    | Idő      | Hely.    | Típus    | Idő      | Hely.    | Típus | Idő     | Hely. | Helyezés |
| --------------------------- | ------------------------ | -------- | -------- | -------- | -------- | -------- | -------- | -------- | ----- | ------- | ----- | -------- |
| Cem Yılmaz Hüseyin Kandemir | Könnyűsúlyú kétpárevezős | 6:41,67  | 5.       | 7:13,49  | 5.       | C/D      | 7:24,14  | 2.       | C     | 6:47,06 | 4.    | 16.      |

## Íjászat
Férfi
| Versenyző  | Versenyszám | Selejtező | Selejtező | 64-es főtábla                  | 32-es főtábla                     | Nyolcaddöntő      | Negyeddöntő       | Elődöntő          | Döntő             | Helyezés |
| Versenyző  | Versenyszám | Pont      | Kiemelés  | Ellenfél Eredmény              | Ellenfél Eredmény                 | Ellenfél Eredmény | Ellenfél Eredmény | Ellenfél Eredmény | Ellenfél Eredmény | Helyezés |
| ---------- | ----------- | --------- | --------- | ------------------------------ | --------------------------------- | ----------------- | ----------------- | ----------------- | ----------------- | -------- |
| Mete Gazoz | Egyéni      | 661       | 29.       | Pierre Plihon (FRA)(36.) · 6-5 | Sjef van den Berg (NED)(4.) · 3-7 | kiesett           | kiesett           | kiesett           | kiesett           | 17.      |

Női
| Versenyző      | Versenyszám | Selejtező | Selejtező | 64-es főtábla                           | 32-es főtábla                      | Nyolcaddöntő      | Negyeddöntő       | Elődöntő          | Döntő             | Helyezés |
| Versenyző      | Versenyszám | Pont      | Kiemelés  | Ellenfél Eredmény                       | Ellenfél Eredmény                  | Ellenfél Eredmény | Ellenfél Eredmény | Ellenfél Eredmény | Ellenfél Eredmény | Helyezés |
| -------------- | ----------- | --------- | --------- | --------------------------------------- | ---------------------------------- | ----------------- | ----------------- | ----------------- | ----------------- | -------- |
| Yasemin Anagöz | Egyéni      | 638       | 25.       | Karina Lipiarska-Pałka (POL)(40.) · 6-5 | Alejandra Valencia (MEX)(8.) · 5-6 | kiesett           | kiesett           | kiesett           | kiesett           | 17.      |

## Kajak-kenu

### Gyorsasági
Női
| Versenyző   | Versenyszám       | Előfutam | Előfutam | Előfutam | Elődöntő | Elődöntő | Elődöntő | Döntő   | Döntő   | Döntő    | Helyezés |
| Versenyző   | Versenyszám       | Idő      | Hely.    | Össz.    | Idő      | Hely.    | Össz.    | Típus   | Idő     | Helyezés | Helyezés |
| ----------- | ----------------- | -------- | -------- | -------- | -------- | -------- | -------- | ------- | ------- | -------- | -------- |
| Lasma Liepa | Kajak egyes 200 m | 41,760   | 4.       | 16.      | 41,866   | 7.       | 18.      | kiesett | kiesett | kiesett  | 18.      |
| Lasma Liepa | Kajak egyes 500 m | 1:59,581 | 5.       | 22.      | 2:08,450 | 7.       | 21.      | kiesett | kiesett | kiesett  | 21.      |

## Kerékpározás

### Országúti kerékpározás
Férfi
| Versenyző   | Versenyszám   | Idő           | Helyezés      |
| ----------- | ------------- | ------------- | ------------- |
| Onur Balkan | Mezőnyverseny | nem ért célba | nem ért célba |
| Ahmet Örken | Mezőnyverseny | nem ért célba | nem ért célba |
| Ahmet Örken | Időfutam      | 1:27:37,41    | 34.           |

## Kosárlabda

### Női
| Török női kosárlabdacsapat-játékoskeret                                               | Török női kosárlabdacsapat-játékoskeret                                                   |
| ------------------------------------------------------------------------------------- | ----------------------------------------------------------------------------------------- |
| - Işıl Alben - Bahar Çağlar - Olcay Çakır - Tuğçe Canıtez - Ayşe Cora - Şaziye Ivegin | - Şebnem Kimyacıoğlu - LaToya Sanders - Tilbe Şenyürek - Nevriye Yılmaz - Birsel Vardarlı |

#### Eredmények
Csoportkör
A csoport
| Hely. | Csapat           | M | Gy | V | P+  | P–  | Pk  | P  |
| ----- | ---------------- | - | -- | - | --- | --- | --- | -- |
| 1.    | Ausztrália       | 5 | 5  | 0 | 400 | 345 | +55 | 10 |
| 2.    | Franciaország    | 5 | 3  | 2 | 344 | 343 | +1  | 8  |
| 3.    | Törökország      | 5 | 3  | 2 | 324 | 325 | −1  | 8  |
| 4.    | Japán            | 5 | 3  | 2 | 386 | 378 | +8  | 8  |
| 5.    | Fehéroroszország | 5 | 1  | 4 | 347 | 361 | −14 | 6  |
| 6.    | Brazília         | 5 | 0  | 5 | 335 | 384 | −49 | 5  |

| 2016. augusztus 6. 12:00 (17:00) | Törökország                           | 39–55     | Franciaország    | Youth Arena, Rio de Janeiro Nézőszám: 2042 Játékvezetők: Guilherme Locatelli (BRA), Scott Beker (AUS), Natalia Cuello (DOM) |
| 2016. augusztus 6. 12:00 (17:00) | (16–8, 3–14, 16–19, 4–14) Jegyzőkönyv |           |                  | Youth Arena, Rio de Janeiro Nézőszám: 2042 Játékvezetők: Guilherme Locatelli (BRA), Scott Beker (AUS), Natalia Cuello (DOM) |
| 2016. augusztus 6. 12:00 (17:00) | Yılmaz 16                             | Pont      | Michel, Miyem 14 | Youth Arena, Rio de Janeiro Nézőszám: 2042 Játékvezetők: Guilherme Locatelli (BRA), Scott Beker (AUS), Natalia Cuello (DOM) |
| 2016. augusztus 6. 12:00 (17:00) | Yılmaz 6                              | Lepattanó | Yacoubou 11      | Youth Arena, Rio de Janeiro Nézőszám: 2042 Játékvezetők: Guilherme Locatelli (BRA), Scott Beker (AUS), Natalia Cuello (DOM) |
| 2016. augusztus 6. 12:00 (17:00) | Vardarlı 5                            | Gólpassz  | Époupa 5         | Youth Arena, Rio de Janeiro Nézőszám: 2042 Játékvezetők: Guilherme Locatelli (BRA), Scott Beker (AUS), Natalia Cuello (DOM) |

| 2016. augusztus 7. 17:30 (22:30) | Ausztrália                               | 61–56     | Törökország | Youth Arena, Rio de Janeiro Nézőszám: 1853 Játékvezetők: Anne Panther (GER), Leandro Lezcano (ARG), Carlos Peruga (ESP) |
| 2016. augusztus 7. 17:30 (22:30) | (12–15, 14–14, 17–12, 18–15) Jegyzőkönyv |           |             | Youth Arena, Rio de Janeiro Nézőszám: 1853 Játékvezetők: Anne Panther (GER), Leandro Lezcano (ARG), Carlos Peruga (ESP) |
| 2016. augusztus 7. 17:30 (22:30) | Cambage 22                               | Pont      | Sanders 25  | Youth Arena, Rio de Janeiro Nézőszám: 1853 Játékvezetők: Anne Panther (GER), Leandro Lezcano (ARG), Carlos Peruga (ESP) |
| 2016. augusztus 7. 17:30 (22:30) | Cambage 11                               | Lepattanó | Sanders 7   | Youth Arena, Rio de Janeiro Nézőszám: 1853 Játékvezetők: Anne Panther (GER), Leandro Lezcano (ARG), Carlos Peruga (ESP) |
| 2016. augusztus 7. 17:30 (22:30) | három játékos 3                          | Gólpassz  | Vardarlı 7  | Youth Arena, Rio de Janeiro Nézőszám: 1853 Játékvezetők: Anne Panther (GER), Leandro Lezcano (ARG), Carlos Peruga (ESP) |

| 2016. augusztus 9. 17:45 (22:45) | Törökország                             | 76–62     | Japán       | Youth Arena, Rio de Janeiro Nézőszám: 2624 Játékvezetők: Oļegs Latiševs (LAT), Ferdinand Pascual (PHI), Chanihaz Boussetta (MAR) |
| 2016. augusztus 9. 17:45 (22:45) | (24–9, 14–14, 19–16, 19–23) Jegyzőkönyv |           |             | Youth Arena, Rio de Janeiro Nézőszám: 2624 Játékvezetők: Oļegs Latiševs (LAT), Ferdinand Pascual (PHI), Chanihaz Boussetta (MAR) |
| 2016. augusztus 9. 17:45 (22:45) | Sanders 36                              | Pont      | Tokasiki 13 | Youth Arena, Rio de Janeiro Nézőszám: 2624 Játékvezetők: Oļegs Latiševs (LAT), Ferdinand Pascual (PHI), Chanihaz Boussetta (MAR) |
| 2016. augusztus 9. 17:45 (22:45) | Çağlar 9                                | Lepattanó | Tokasiki 7  | Youth Arena, Rio de Janeiro Nézőszám: 2624 Játékvezetők: Oļegs Latiševs (LAT), Ferdinand Pascual (PHI), Chanihaz Boussetta (MAR) |
| 2016. augusztus 9. 17:45 (22:45) | Alben, Çakır 5                          | Gólpassz  | Josida 7    | Youth Arena, Rio de Janeiro Nézőszám: 2624 Játékvezetők: Oļegs Latiševs (LAT), Ferdinand Pascual (PHI), Chanihaz Boussetta (MAR) |

| 2016. augusztus 11. 12:15 (17:15) | Fehéroroszország                         | 71–74     | Törökország | Youth Arena, Rio de Janeiro Nézőszám: 1784 Játékvezetők: Carlos Peruga (ESP), Hvang Inthe (Hwang In-tae) (KOR), Carlos Júlio (ANG) |
| 2016. augusztus 11. 12:15 (17:15) | (19–13, 14–20, 21–24, 17–17) Jegyzőkönyv |           |             | Youth Arena, Rio de Janeiro Nézőszám: 1784 Játékvezetők: Carlos Peruga (ESP), Hvang Inthe (Hwang In-tae) (KOR), Carlos Júlio (ANG) |
| 2016. augusztus 11. 12:15 (17:15) | Harding 17                               | Pont      | Yılmaz 26   | Youth Arena, Rio de Janeiro Nézőszám: 1784 Játékvezetők: Carlos Peruga (ESP), Hvang Inthe (Hwang In-tae) (KOR), Carlos Júlio (ANG) |
| 2016. augusztus 11. 12:15 (17:15) | Levcsanka 10                             | Lepattanó | Sanders 11  | Youth Arena, Rio de Janeiro Nézőszám: 1784 Játékvezetők: Carlos Peruga (ESP), Hvang Inthe (Hwang In-tae) (KOR), Carlos Júlio (ANG) |
| 2016. augusztus 11. 12:15 (17:15) | Veramejenka 7                            | Gólpassz  | Vardarlı 7  | Youth Arena, Rio de Janeiro Nézőszám: 1784 Játékvezetők: Carlos Peruga (ESP), Hvang Inthe (Hwang In-tae) (KOR), Carlos Júlio (ANG) |

| 2016. augusztus 13. 15:30 (20:30) | Törökország                                         | 79–76 (h. u.) | Brazília      | Youth Arena, Rio de Janeiro Nézőszám: 3075 Játékvezetők: Juan Carlos García (ESP), Hvang Inthe (Hwang In-tae) (KOR), Piotr Pastusiak (POL) |
| 2016. augusztus 13. 15:30 (20:30) | (8–15, 12–21, 21–11, 19–13, 10–10, 9–6) Jegyzőkönyv |               |               | Youth Arena, Rio de Janeiro Nézőszám: 3075 Játékvezetők: Juan Carlos García (ESP), Hvang Inthe (Hwang In-tae) (KOR), Piotr Pastusiak (POL) |
| 2016. augusztus 13. 15:30 (20:30) | Sanders 23                                          | Pont          | Castro 22     | Youth Arena, Rio de Janeiro Nézőszám: 3075 Játékvezetők: Juan Carlos García (ESP), Hvang Inthe (Hwang In-tae) (KOR), Piotr Pastusiak (POL) |
| 2016. augusztus 13. 15:30 (20:30) | Sanders 10                                          | Lepattanó     | Dos Santos 12 | Youth Arena, Rio de Janeiro Nézőszám: 3075 Játékvezetők: Juan Carlos García (ESP), Hvang Inthe (Hwang In-tae) (KOR), Piotr Pastusiak (POL) |
| 2016. augusztus 13. 15:30 (20:30) | Alben 5                                             | Gólpassz      | Castro 8      | Youth Arena, Rio de Janeiro Nézőszám: 3075 Játékvezetők: Juan Carlos García (ESP), Hvang Inthe (Hwang In-tae) (KOR), Piotr Pastusiak (POL) |

Negyeddöntő
| 2016. augusztus 16. 14:30 (19:30) | Spanyolország                           | 64–62     | Törökország | Carioca Arena 1, Rio de Janeiro Játékvezetők: Cristiano Maranho (BRA), Anne Panther (GER), Leandro Lezcano (ARG) |
| 2016. augusztus 16. 14:30 (19:30) | (12–17, 17–8, 13–22, 22–15) Jegyzőkönyv |           |             | Carioca Arena 1, Rio de Janeiro Játékvezetők: Cristiano Maranho (BRA), Anne Panther (GER), Leandro Lezcano (ARG) |
| 2016. augusztus 16. 14:30 (19:30) | Cruz 14                                 | Pont      | Sanders 22  | Carioca Arena 1, Rio de Janeiro Játékvezetők: Cristiano Maranho (BRA), Anne Panther (GER), Leandro Lezcano (ARG) |
| 2016. augusztus 16. 14:30 (19:30) | Torrens 11                              | Lepattanó | Sanders 10  | Carioca Arena 1, Rio de Janeiro Játékvezetők: Cristiano Maranho (BRA), Anne Panther (GER), Leandro Lezcano (ARG) |
| 2016. augusztus 16. 14:30 (19:30) | Cruz 6                                  | Gólpassz  | Alben 6     | Carioca Arena 1, Rio de Janeiro Játékvezetők: Cristiano Maranho (BRA), Anne Panther (GER), Leandro Lezcano (ARG) |

| Csapat            | Helyezés |
| ----------------- | -------- |
| Törökország (TUR) | 6.       |

## Lovaglás
Díjugratás
| Versenyző     | Ló               | Versenyszám | Selejtező | Selejtező | Selejtező | Selejtező | Selejtező | Selejtező | Selejtező | Selejtező | Döntő   | Döntő   | Döntő   | Végeredmény | Végeredmény |
| Versenyző     | Ló               | Versenyszám | 1. kör    | 1. kör    | 2. kör    | 2. kör    | 2. kör    | 3. kör    | 3. kör    | 3. kör    | 1. kör  | 1. kör  | 2. kör  | Végeredmény | Végeredmény |
| Versenyző     | Ló               | Versenyszám | Bünt.     | Hely.     | Bünt.     | Össz.     | Hely.     | Bünt.     | Össz.     | Hely.     | Bünt.   | Hely.   | Bünt.   | Bünt.       | Helyezés    |
| ------------- | ---------------- | ----------- | --------- | --------- | --------- | --------- | --------- | --------- | --------- | --------- | ------- | ------- | ------- | ----------- | ----------- |
| Ömer Karaevli | Roso au Crosnier | Egyéni      | 13        | 61.       | kiesett   | kiesett   | kiesett   | kiesett   | kiesett   | kiesett   | kiesett | kiesett | kiesett | kiesett     | kiesett     |

## Ökölvívás
Férfi
| Versenyző          | Versenyszám     | Selejtező                               | Nyolcaddöntő                    | Negyeddöntő                   | Elődöntő          | Döntő             | Helyezés |
| Versenyző          | Versenyszám     | Ellenfél Eredmény                       | Ellenfél Eredmény               | Ellenfél Eredmény             | Ellenfél Eredmény | Ellenfél Eredmény | Helyezés |
| ------------------ | --------------- | --------------------------------------- | ------------------------------- | ----------------------------- | ----------------- | ----------------- | -------- |
| Selçuk Eker        | Légsúly         | Hu Csien-kuan (Hu Jianguan) (CHN) · 1-2 | kiesett                         | kiesett                       | kiesett           | kiesett           | 17.      |
| Batuhan Gözgeç     | Kisváltósúly    | Mahaman Smaila (CMR) · 3-0              | Joedison Teixeira (BRA) · 3-0   | Artem Harutyunyan (GER) · 0-3 | kiesett           | kiesett           | 5.       |
| Onur Şipal         | Váltósúly       | Simeon Chamov (BUL) · 0-3               | kiesett                         | kiesett                       | kiesett           | kiesett           | 17.      |
| Önder Şipal        | Középsúly       | Benny Muziyo (ZAM) · 2-1                | Krisna Vikász (IND) · 0-3       | kiesett                       | kiesett           | kiesett           | 9.       |
| Mehmet Nadir Ünal  | Félnehézsúly    | Hassan Saada (MAR) · visszalépett       | Julio César La Cruz (CUB) · 0-3 | kiesett                       | kiesett           | kiesett           | 9.       |
| Ali Eren Demirezen | Szupernehézsúly | erőnyerő                                | Filip Hrgović (CRO) · 0-3       | kiesett                       | kiesett           | kiesett           | 9.       |

## Öttusa
| Versenyző     | Versenyszám | Vívás (V) | Vívás (V) | Úszás   | Úszás | Úszás | Bónusz vívás (B) | Bónusz vívás (B) | Bónusz vívás (B) | Lovaglás      | Lovaglás      | Lovaglás | Lovaglás | Futás/Lövészet | Futás/Lövészet | Futás/Lövészet | Futás/Lövészet | Összesen    | Összesen |
| Versenyző     | Versenyszám | Eredmény  | Pont      | Idő     | Pont  | Hely. | Eredmény         | Pont             | V+B Hely.        | Idő           | Hibapont      | Pont     | Hely.    | Lövőhiba       | Idő            | Pont           | Hely.          | Összes pont | Helyezés |
| ------------- | ----------- | --------- | --------- | ------- | ----- | ----- | ---------------- | ---------------- | ---------------- | ------------- | ------------- | -------- | -------- | -------------- | -------------- | -------------- | -------------- | ----------- | -------- |
| İlke Özyüksel | Női         | 10–25     | 160       | 2:17,79 | 287   | 19.   | 0–1              | 0                | 34.              | nem ért célba | nem ért célba | 0        | 30.      | 2              | 12:49,98       | 531            | 11.            | 978         | 34.      |

## Sportlövészet
Férfi
| Versenyző      | Versenyszám    | Selejtező | Selejtező | Elődöntő | Elődöntő | Döntő   | Döntő    |
| Versenyző      | Versenyszám    | Pont      | Helyezés  | Pont     | Helyezés | Pont    | Helyezés |
| -------------- | -------------- | --------- | --------- | -------- | -------- | ------- | -------- |
| Yusuf Dikeç    | Légpisztoly    | 576       | 21.       |          |          | kiesett | kiesett  |
| Yusuf Dikeç    | Szabadpisztoly | 550       | 22.       |          |          | kiesett | kiesett  |
| İsmail Keleş   | Szabadpisztoly | 544       | 29.       |          |          | kiesett | kiesett  |
| İsmail Keleş   | Légpisztoly    | 575       | 24.       |          |          | kiesett | kiesett  |
| Yavuz İlnam    | Trap           | 115       | 13.       | kiesett  | kiesett  | kiesett | kiesett  |
| Erdinç Kebapçı | Trap           | 108       | 29.       | kiesett  | kiesett  | kiesett | kiesett  |

## Súlyemelés
Férfi
| Versenyző         | Versenyszám | Szakítás | Szakítás | Lökés    | Lökés    | Összesen | Helyezés |
| Versenyző         | Versenyszám | Eredmény | Helyezés | Eredmény | Helyezés | Összesen | Helyezés |
| ----------------- | ----------- | -------- | -------- | -------- | -------- | -------- | -------- |
| Daniyar İsmayilov | 69 kg       | 163      | 1.       | 188      | 2.       | 351      |          |

Női
| Versenyző     | Versenyszám | Szakítás | Szakítás | Lökés    | Lökés    | Összesen | Helyezés |
| Versenyző     | Versenyszám | Eredmény | Helyezés | Eredmény | Helyezés | Összesen | Helyezés |
| ------------- | ----------- | -------- | -------- | -------- | -------- | -------- | -------- |
| Mehtap Kurnaz | 63 kg       | 81       | 14.      | 100      | 13.      | 181      | 13.      |
| Duygu Aynacı  | 69 kg       | 90       | 14.      | 110      | 12.      | 200      | 12.      |
| Assiya İpek   | 75 kg       | 83       | 13.      | 103      | 13.      | 186      | 13.      |

## Taekwondo
Férfi
| Versenyző      | Versenyszám | Nyolcaddöntő                 | Negyeddöntő                        | Elődöntő          | Vigaszág elődöntő           | Bronz- mérkőzés   | Döntő             | Helyezés |
| Versenyző      | Versenyszám | Ellenfél Eredmény            | Ellenfél Eredmény                  | Ellenfél Eredmény | Ellenfél Eredmény           | Ellenfél Eredmény | Ellenfél Eredmény | Helyezés |
| -------------- | ----------- | ---------------------------- | ---------------------------------- | ----------------- | --------------------------- | ----------------- | ----------------- | -------- |
| Servet Tazegül | Pehelysúly  | Ignacio Morales (CHI) · 14-1 | Alekszej Gyenyiszenko (RUS) · 6-19 |                   | Edgar Contreras (VEN) · 4-5 | kiesett           |                   | 7.       |

Női
| Versenyző | Versenyszám | Nyolcaddöntő               | Negyeddöntő             | Elődöntő               | Vigaszág elődöntő | Bronz- mérkőzés              | Döntő             | Helyezés |
| Versenyző | Versenyszám | Ellenfél Eredmény          | Ellenfél Eredmény       | Ellenfél Eredmény      | Ellenfél Eredmény | Ellenfél Eredmény            | Ellenfél Eredmény | Helyezés |
| --------- | ----------- | -------------------------- | ----------------------- | ---------------------- | ----------------- | ---------------------------- | ----------------- | -------- |
| Nur Tatar | Váltósúly   | Carmen Marton (AUS) · 11-1 | Rabia Güleç (GER) · 5-1 | Haby Niaré (FRA) · 0-4 |                   | Chuang Chia-Chia (TPE) · 7-3 |                   |          |

## Tenisz
Női
| Versenyző        | Versenyszám | 64-es főtábla                                   | 32-es főtábla     | Nyolcaddöntő      | Negyeddöntő       | Elődöntő          | Bronz- mérkőzés   | Döntő             | Helyezés |
| Versenyző        | Versenyszám | Ellenfél Eredmény                               | Ellenfél Eredmény | Ellenfél Eredmény | Ellenfél Eredmény | Ellenfél Eredmény | Ellenfél Eredmény | Ellenfél Eredmény | Helyezés |
| ---------------- | ----------- | ----------------------------------------------- | ----------------- | ----------------- | ----------------- | ----------------- | ----------------- | ----------------- | -------- |
| Çağla Büyükakçay | Egyes       | Jekatyerina Makarova (RUS) · 6-3, 0-6, 6-7(6–8) | kiesett           | kiesett           | kiesett           | kiesett           | kiesett           | kiesett           | 33.      |

## Tollaslabda
| Versenyző   | Versenyszám | Csoportkör                                                                                       | Csoportkör | Nyolcaddöntő      | Negyeddöntő       | Elődöntő          | Bronz- mérkőzés   | Döntő             | Helyezés |
| Versenyző   | Versenyszám | Ellenfél Eredmény                                                                                | Hely.      | Ellenfél Eredmény | Ellenfél Eredmény | Ellenfél Eredmény | Ellenfél Eredmény | Ellenfél Eredmény | Helyezés |
| ----------- | ----------- | ------------------------------------------------------------------------------------------------ | ---------- | ----------------- | ----------------- | ----------------- | ----------------- | ----------------- | -------- |
| Özge Bayrak | Női egyes   | I csoport · Jeanine Cicognini (ITA) · 21–14, 21-9 · Pe Jondzsu (Bae Yeon-ju) (KOR) · 11–21, 7–21 | 2.         | kiesett           | kiesett           | kiesett           | kiesett           | kiesett           | 14.      |

## Torna
Férfi
| Versenyző     | Versenyszám      | Selejtező | Selejtező | Döntő    | Döntő    |
| Versenyző     | Versenyszám      | Pontszám  | Helyezés  | Pontszám | Helyezés |
| ------------- | ---------------- | --------- | --------- | -------- | -------- |
| Ferhat Arıcan | Talaj            | 13,133    | 62.       | kiesett  | kiesett  |
| Ferhat Arıcan | Korlát           | 14,733    | 39.       | kiesett  | kiesett  |
| Ferhat Arıcan | Nyújtó           | 13,633    | 54.       | kiesett  | kiesett  |
| Ferhat Arıcan | Gyűrű            | 13,733    | 53.       | kiesett  | kiesett  |
| Ferhat Arıcan | Lólengés         | 13,866    | 46.       | kiesett  | kiesett  |
| Ferhat Arıcan | Egyéni összetett | 82,631    | 41.       | kiesett  | kiesett  |

Női
| Versenyző    | Versenyszám      | Selejtező | Selejtező | Döntő    | Döntő    |
| Versenyző    | Versenyszám      | Pontszám  | Helyezés  | Pontszám | Helyezés |
| ------------ | ---------------- | --------- | --------- | -------- | -------- |
| Tutya Yılmaz | Talaj            | 12,733    | 66.       | kiesett  | kiesett  |
| Tutya Yılmaz | Felemás korlát   | 12,166    | 74.       | kiesett  | kiesett  |
| Tutya Yılmaz | Gerenda          | 14,500    | 13.       | kiesett  | kiesett  |
| Tutya Yılmaz | Egyéni összetett | 53,132    | 42.       | kiesett  | kiesett  |

## Úszás
Férfi
| Versenyző   | Versenyszám | Előfutam | Előfutam | Előfutam | Döntő   | Döntő    |
| Versenyző   | Versenyszám | Idő      | Hely.    | Össz.    | Idő     | Helyezés |
| ----------- | ----------- | -------- | -------- | -------- | ------- | -------- |
| Nezir Karap | 400 m gyors | 3:58,37  | 8.       | 43.      | kiesett | kiesett  |

Női
| Versenyző              | Versenyszám    | Előfutam | Előfutam | Előfutam | Elődöntő | Elődöntő | Elődöntő | Döntő   | Döntő    |
| Versenyző              | Versenyszám    | Idő      | Hely.    | Össz.    | Idő      | Hely.    | Össz.    | Idő     | Helyezés |
| ---------------------- | -------------- | -------- | -------- | -------- | -------- | -------- | -------- | ------- | -------- |
| Ekaterina Avramova     | 200 m hát      | 2:12,98  | 1.       | 21.      | kiesett  | kiesett  | kiesett  | kiesett | kiesett  |
| Viktoriya Zeynep Güneş | 100 m mell     | 1:07,14  | 5.       | 15.      | 1:07,41  | 8.       | 14.      | kiesett | kiesett  |
| Viktoriya Zeynep Güneş | 200 m mell     | 2:23,83  | 2.       | 7.       | 2:23,49  | 5.       | 9.       | kiesett | kiesett  |
| Viktoriya Zeynep Güneş | 400 m vegyes   | 4:41,79  | 4.       | 18.      |          |          |          | kiesett | kiesett  |
| Nida Eliz Üstündağ     | 200 m pillangó | 2:10,02  | 1.       | 22.      | kiesett  | kiesett  | kiesett  | kiesett | kiesett  |

## Vitorlázás
Férfi
| Versenyző              | Versenyszám     | Futam | Futam | Futam | Futam | Futam | Futam | Futam | Futam | Futam | Futam | Futam | Futam | Futam   | Pontszám | Helyezés |
| Versenyző              | Versenyszám     | 1     | 2     | 3     | 4     | 5     | 6     | 7     | 8     | 9     | 10    | 11    | 12    | É       | Pontszám | Helyezés |
| ---------------------- | --------------- | ----- | ----- | ----- | ----- | ----- | ----- | ----- | ----- | ----- | ----- | ----- | ----- | ------- | -------- | -------- |
| Onur Cavit Biriz       | Szörfvitorlázás | 31    | 32    | (37)  | 34    | 37    | 29    | 23    | 37    | 33    | 37    | 33    | 37    | kiesett | 363      | 35.      |
| Alican Kaynar          | Finn dingi      | 2     | 5     | 6     | (19)  | 19    | 13    | 8     | 17    | 12    | 11    |       |       | kiesett | 93       | 13.      |
| Ateş Çınar Deniz Çınar | 470-es osztály  | 14    | 19    | 18    | 12    | 7     | 15    | 12    | 18    | (21)  | 5     |       |       | kiesett | 120      | 14.      |

Női
| Versenyző            | Versenyszám     | Futam | Futam | Futam | Futam | Futam | Futam | Futam | Futam | Futam | Futam | Futam | Futam | Futam   | Pontszám | Helyezés |
| Versenyző            | Versenyszám     | 1     | 2     | 3     | 4     | 5     | 6     | 7     | 8     | 9     | 10    | 11    | 12    | É       | Pontszám | Helyezés |
| -------------------- | --------------- | ----- | ----- | ----- | ----- | ----- | ----- | ----- | ----- | ----- | ----- | ----- | ----- | ------- | -------- | -------- |
| Dilara Uralp         | Szörfvitorlázás | 20    | 19    | 23    | 24    | 21    | 21    | (27)  | 21    | 20    | 19    | 24    | 19    | kiesett | 230      | 22.      |
| Nazlı Çağla Dönertaş | Laser radial    | 16    | 20    | 6     | 9     | 22    | 10    | 5     | 27    | 12    | (28)  |       |       | kiesett | 127      | 15.      |

## Vívás
Női
| Versenyző     | Versenyszám | Selejtező         | 32-es főtábla              | Nyolcaddöntő      | Negyeddöntő       | Elődöntő          | Bronz- mérkőzés   | Döntő             | Helyezés |
| Versenyző     | Versenyszám | Ellenfél Eredmény | Ellenfél Eredmény          | Ellenfél Eredmény | Ellenfél Eredmény | Ellenfél Eredmény | Ellenfél Eredmény | Ellenfél Eredmény | Helyezés |
| ------------- | ----------- | ----------------- | -------------------------- | ----------------- | ----------------- | ----------------- | ----------------- | ----------------- | -------- |
| İrem Karamete | Tőr, egyéni | erőnyerő          | Ysaora Thibus (FRA) · 6-15 | kiesett           | kiesett           | kiesett           | kiesett           | kiesett           | 27.      |